# Studio VOLN
Studio VOLN Co., Ltd. (株式会社スタジオヴォルン, Kabushiki gaisha Sutajio Vorun) est un studio d'animation japonaise situé à Suginami dans la préfecture de Tokyo, au Japon, fondé en août 2014.

## Histoire
Le studio est fondé le 12 août 2014 par l'ancienne productrice et réalisatrice de Madhouse, Mita Keiji, qui dirige actuellement la société en tant que présidente et représentante. Les deux premières séries d'animation du studio sont des coproductions avec MAPPA, dont une adaptation de la série de manga populaire Ushio to Tora. Depuis lors, le studio commence à produire ses propres œuvres, y compris une adaptation cinématographique d'animation du roman Je veux manger ton pancréas de 2015.
Le nom de l'entreprise, « VOLN », est l'acronyme de « Visiting Old Learn New » en français : « Visiter le passé pour apprendre du nouveau ».

## Productions

### Séries télévisées
| Année | Titre               | Dates de 1re diffusion | Dates de 1re diffusion | Nb. éps. | Notes                                                                    |
| Année | Titre               | Début                  | Fin                    | Nb. éps. | Notes                                                                    |
| ----- | ------------------- | ---------------------- | ---------------------- | -------- | ------------------------------------------------------------------------ |
| 2015  | Ushio to Tora       | 3 juillet 2015         | 24 juin 2016           | 39       | Basée sur la série de manga de Kazuhiro Fujita ; coproduite avec MAPPA,. |
| 2017  | Idol Incidents (ja) | 8 janvier 2017         | 27 mars 2017           | 12       | Basée sur un projet multimédia de MAGES ; coproduite avec MAPPA.         |
| 2018  | Karakuri Circus     | 11 octobre 2018        | 27 juin 2019           | 36       | Basée sur la série de manga de Kazuhiro Fujita,.                         |
| 2021  | Back Arrow (en)     | 9 janvier 2021         | 19 juin 2021           | 24       | Projet original,.                                                        |

### Films d'animation
| Année | Titre                       | Date de sortie     | Notes                                                                      |
| ----- | --------------------------- | ------------------ | -------------------------------------------------------------------------- |
| 2018  | Je veux manger ton pancréas | 1er septembre 2018 | Adaptation du roman de Yoru Sumino.                                        |
| 2018  | Usuzumizakura: Garo         | 6 octobre 2018     | Fait partie de la série Garo: Guren no tsuki ; coproduite avec Studio M2,. |